# Conway Recording Studios
Conway Recording Studios là một phòng thu tại Hollywood, California.

## Nhân sự
Conway Recording Studios bắt đầu hoạt động vào đầu những năm 1970 dưới vai trò một phòng thu chuyên về master âm thanh. Năm 1976, phòng thu bắt đầu thực hiện thu âm các album nhạc, bao gồm các dự án của Elton John và Stevie Wonde. Khu phức hợp đã được xây dựng lại từ đầu bởi nhà thiết kế phòng thu và kiến trúc sư Vincent Van Haaff. Nhà sản xuất và kỹ sư âm thanh từng đoạt giải Grammy Peter Mokran thường sử dụng Studio B.

## Cơ sở vật chất
Phạm vi của Conway bao gồm khu vườn nhiệt đới nằm trong khu phức hợp có cổng rộng 54.000 foot vuông (5.000 m2). Điều này này khiến các tay săn ảnh khó tác nghiệp và tiếp cận phòng thu cũng như cả khu vực đỗ xe, giúp nâng cao quyền riêng tư của các nghệ sĩ và chuyên gia âm nhạc.